# Sumner Paine
Sumner Paine (n. 13 mai 1868, Boston, Massachusetts, SUA – d. 18 aprilie 1904, Boston, Massachusetts, SUA) a fost un trăgător de tir ce a reprezentat Statele Unite ale Americii, medaliat olimpic. A participat la o ediție a Jocurilor Olimpice (1896) în care a câștigat o medalie de aur și o medalie de argint.